# Bystřice (přítok Ohře)
Bystřice je levostranný přítok řeky Ohře v okrese Karlovy Vary. Délka jejího toku činí 29,6 km. Plocha povodí měří 164,1 km².

## Průběh toku
Bystřice pramení v rašeliništích západně od Božídarského Špičáku v nadmořské výšce 1 029 m. Zpočátku teče na jihozápad. U Abertam se její tok postupně obrací k jihu až jihovýchodu.
Od Hroznětína až ke svému ústí teče již převážně východním směrem. Vlévá se do Ohře na jejím 148,45 říčním kilometru v nadmořské výšce 331 m.

### Větší přítoky
- levé – Eliášův potok, Rudný potok, Jáchymovský potok, Borecký potok
- pravé – Bílá Bystřice, Jesenice, Ostrovský potok

## Vodní režim
Průměrný průtok u ústí činí 2,0 m³/s.
Hlásný profil:
| místo  | říční km | plocha povodí | průměrný průtok (Qa) | stoletá voda (Q100) |
| ------ | -------- | ------------- | -------------------- | ------------------- |
| Ostrov | 7,40     | 127,57 km²    | 2,06 m³/s            | 92,5 m³/s           |

## Mlýny
- Vodní mlýn ve Pstruží – Pstruží čp. 39, Merklín, okres Karlovy Vary, kulturní památka